# Коскела, Пекка
Пекка Коскела (фин. Pekka Koskela; 29 ноября 1982; Мянття, Финляндия) — финский конькобежец, серебряный призёр чемпионата мира 2007 года в спринтерском многоборье, бывший рекордсмен мира на дистанции 1000 метров.

## Рекорд мира
10 ноября 2007 года на этапе Кубка мира в Солт-Лейк-Сити выиграл на дистанции 1000 метров и побил мировой рекорд Шани Дэвиса двухгодичной давности, Коскела пробежал за 1 минуту и 7 секунд ровно. Рекорд финна продержался полтора года и был побит Тревором Марсикано в марте 2009 года.
В 2013 году стал серебряным призёром чемпионата мира в спринтерском многоборье.